# Stazione di Pocapaglia
Stazione di Pocapaglia vasútállomás Olaszországban, Pocapaglia településen.

## Vasútvonalak
Az állomást az alábbi vasútvonalak érintik:
- Alessandria–Cavallermaggiore-vasútvonal

## Kapcsolódó állomások
A vasútállomáshoz az alábbi állomások vannak a legközelebb:
- Stazione di Bra (Stazione di Ciriè, Line SFM4)
- Stazione di Santa Vittoria (Stazione di Alba, Line SFM4)